# Richters-Werft

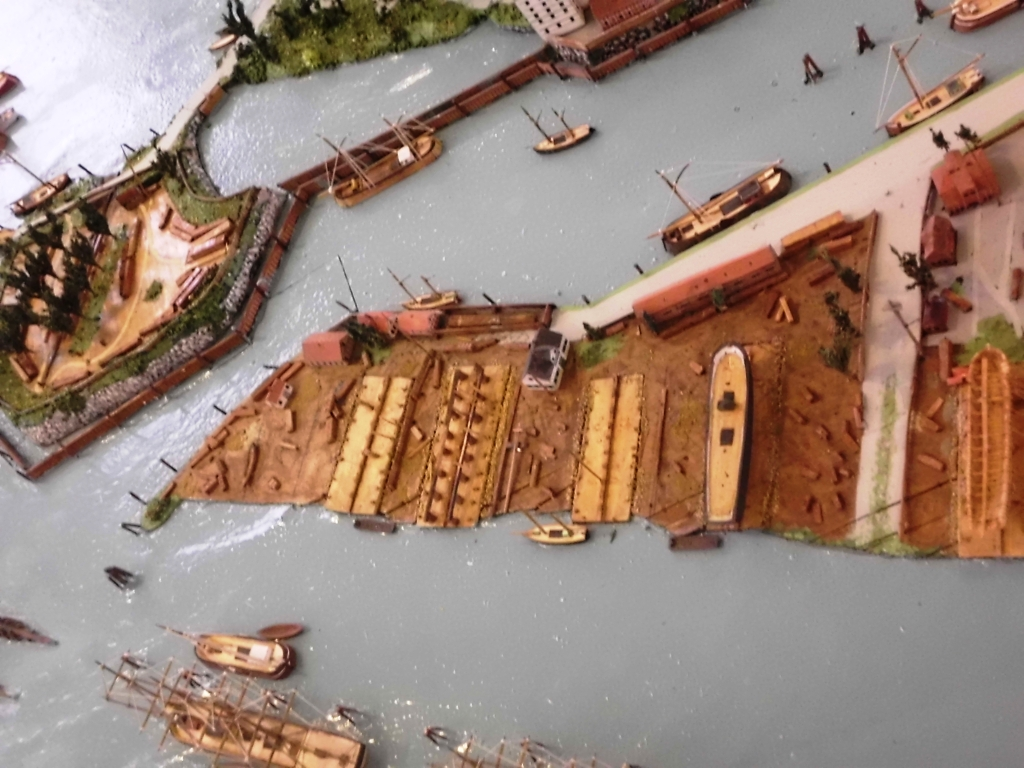
Blick von oben auf die Hamburger Richters-Werft um 1840 (Modell im Museum für Hamburgische Geschichte)

Die Werft Johann Jakob Richters war eine Werft in Hamburg. Ihr Schiffbauplatz lag neben der von Sommschen Werft auf dem Großen Grasbrook. Er musste 1853 wegen der Hafenerweiterung aufgegeben werden.
J. J. Richters gründete 1820 eine Werft auf dem Großen Grasbrook, die vorwiegend der Überholung von Segelschiffen diente. Auf seiner Werft entstanden auch Neubauten, Barken und Briggs mit 70 bis 170 Lasten fast ausschließlich für Hamburger Reeder wie J. C. Godeffroy, M. Schau, J. Oldrey oder die Südsee-Fischerei-Compagnie. Für den seinerzeit größten Hamburger Reeder Johan Cesar Godeffroy entstanden auf der Richters Werft zwei Schiffe, die Bark Adolph und die Schonerbrigg Kehrwieder. Die Bark Hamburg mit 170 Lasten war Richters größter Neubau, sie wurde an die Südsee-Fischerei-Compagnie abgeliefert und wurde in der Südsee zum Walfang eingesetzt.